# New Flyer
Vous pouvez aider à l'améliorer ou bien discuter des problèmes sur sa page de discussion.
- Il ne cite pas suffisamment ses sources. Vous pouvez indiquer les passages à sourcer avec {{référence nécessaire}} ou {{Référence souhaitée}}, et inclure les références utiles en les liant aux notes de bas de page. (Marqué depuis mars 2015)
- Il doit être recyclé. La réorganisation et la clarification du contenu sont nécessaires. (Marqué depuis mars 2015)
- La traduction doit être revue. Le contenu est difficilement compréhensible à cause d’erreurs de traduction, peut-être dues à l’utilisation d’un logiciel de traduction automatique. (Marqué depuis mars 2015)

- Archive Wikiwix
- Bing
- Cairn
- DuckDuckGo
- E. Universalis
- Gallica
- Google
- G. Books
- G. News
- G. Scholar
- Persée
- Qwant
- (zh) Baidu
- (ru) Yandex
- (wd) trouver des œuvres sur Wikidata

New Flyer est une entreprise canadienne fondée en 1930. Elle fabrique des autobus et trolleybus pour les pays d'Amérique du Nord et du Sud.

## Histoire
Flyer est fondée par John Coval en 1930 sous le nom Western Auto & Truck Body Works Ltd. La société se concentrant sur la fabrication d'autobus, elle change de nom en 1948 et devient Western Flyer Coach.
Dans les années 1960, la société se concentre sur le marché des autobus de transport urbain. En difficulté financière en 1971, elle est vendue à la Société de développement du Manitoba, un organisme du gouvernement du Manitoba et rebaptisée Flyer Industries Limited.
Le 15 juillet 1986, Jan den Oudsten, un descendant de la famille qui a créé la société néerlandaise Den Oudsten Bussen BV, achète Flyer Industries au gouvernement du Manitoba, en changeant son nom à New Flyer Industries Limited. Den Oudsten Bussen BV était un fabricant de bus aux Pays-Bas.
Le 19 août 1988 Walt Disney Company fait l’acquisition de New Flyer Industries.
New Flyer présente ensuite le premier bus à plancher bas en Amérique du Nord, proposant le D40LF à l'Autorité portuaire de New York et du New Jersey en 1991. Le D40LF est construit à compter du 18 novembre 1988. En 1995, le premier bus articulé à plancher bas nord-américain bus articulé est présenté à Strathcona County Transit, de Sherwood Park, en Alberta. En 2001, la livraison de 6300 autobus à plancher surbaissé représentant près de la moitié de la flotte nord-américaine, confirme New Flyer comme l'acteur dominant sur le marché des bus en Amérique du Nord, un rôle précédemment occupé par la défunte société Flxible. 
Au Royaume-Uni, ces bus ne sont pas distribués par New Flyer, mais par Blue Bird Corporation. New Flyer International construit cependant ces bus.
En 2003, King County Metro de Seattle, WA passe une commande record de 213 autobus hybrides. Ce record est dépassé quand MTA New York fait l’achat de 825 autobus hybrides d'une société différente la même année (malgré une commande entre 2004 et 2007). Le 15 décembre de la même année, New Flyer annonce que les investisseurs Harvest Partners et Lightyear Capital ont conclu des accords définitifs pour acquérir New Flyer Industries Limited à KPS Special Situations Fund. Selon John Marinucci, PDG de New Flyer, "Ce sont d'excellentes nouvelles pour New Flyer", ajoutant que c’est le signe du redressement de la compagnie. 
Le 19 août 2005, New Flyer entre à la Bourse de Toronto. Cette année est également celle d'une évolution esthétique des autobus, au détour d’une modification des carrosseries avant et arrière, dans une tentative de moderniser et de simplifier l'apparence des bus, qui est plus ou moins une boîte sur roues. De plus, un nouveau suffixe "R" est appliqué sur toutes les unités produites avec les nouvelles extrémités. Cette évolution fait ses débuts avec le E40LFR 2005 construit pour le réseau de trolleybus de Vancouver.
En juin 2005, The Walt Disney Company vend New Flyer au nouveau NFI Group.
Entre 2005 et la fin de 2009, New Flyer fournit un total de 262 trolleybus à plancher surbaissé à la Greater Vancouver Transportation Authority (maintenant connu comme TransLink), dont 74 articulés (modèle E60LFR). La commande initiale, passée à la fin de 2003, est de 188 unités et 40 E40LFR E60LFR. Le premier E40LFR est livré en juillet 2005 et le reste des 40 pieds (12 m) unités est livré entre août 2006 et septembre 2007. Le premier articulé, un trolleybus E60LFR arrive à Vancouver en janvier 2007. TransLink a décidé de commander un supplément 34 ensembles articulés, portant le total à 74, et la livraison des 73 unités de la série E60LFR s'est faite entre octobre 2007 et l'automne 2009.
Un autre acheteur du trolleybus de New Flyer est SEPTA, opérateur du système de trolleybus de Philadelphie. Cette agence passe une commande auprès de New Flyer en février 2006 pour 38 E40LFR. Le premier véhicule est livré en juin 2007 et le reste (37) l’est en 2008.
En octobre 2008, New Flyer Industries Canada ULC a été nommé l'un des 100 meilleurs employeurs au Canada par Mediacorp Canada Inc. et est présenté dans le magazine Maclean. Plus tard ce mois, New Flyer est nommé l'un des meilleurs employeurs du Manitoba, selon le journal Winnipeg Free Press.
La société passe d’un modèle de fiducie à un modèle d’entreprise en octobre 2011. En mai 2012, New Flyer et Alexander Dennis Limited annoncent une nouvelle coentreprise pour concevoir et fabriquer des autobus à plancher surbaissé mi-lourds (bus ou midi) pour le marché nord-américain. New Flyer se chargera de la production et de la commercialisation, et Alexander Dennis se chargera de l'ingénierie et des essais. En Juin 2012 New Flyer, dans une coentreprise avec Mitsubishi Heavy Industries, le gouvernement du Manitoba, Manitoba Hydro et le Red River College dévoile un bus entièrement alimenté par pile.
Le fabricant d'autobus brésilien Marcopolo SA fait l’acquisition d’une participation de 19,99% de New Flyer, le 23 janvier 2013 pour 116 millions de dollars, le maximum qu'il pouvait acquérir sans devoir proposer d'acheter leurs parts aux actionnaires. New Flyer fait l’achat du fabricant de pièces de rechange Orion à Daimler le 1er mars 2013. Sont inclus dans la transaction les stocks, les contrats en cours et la licence de fabrication des pièces pour les autobus Orion, ainsi que la fourniture des pièces pour assurer la garantie aux clients pour $ 29,000,000. Le 21 juin 2013, New Flyer Industries annonce l'acquisition North American Bus Industries.
En mai 2012, New Flyer et Alexander Dennis annoncent une coentreprise pour concevoir et fabriquer des autobus à plancher surbaissé de poids moyen (ou autobus midi) pour le marché nord-américain. Le bus, appelé New Flyer MiDi, est basé sur la conception de l'Alexander Dennis Enviro200. Alexander Dennis a conçu et testé le bus, et il esst construit et commercialisé par New Flyer sous contrat. Au cours du partenariat, environ 200 autobus sont livrés à 22 exploitants au Canada et aux États-Unis. En mai 2017, New Flyer et Alexander Dennis annoncent la liquidation de leur coentreprise et que la production du bus passera à la nouvelle usine nord-américaine d'Alexander Dennis dans l'Indiana, où il est produit aux côtés du bus à deux étages de la série Enviro500. Alexander Dennis est acheté par New Flyer en 2019.